# Max Kepler
Maximilian "Max" Kepler-Rozycki (ur. 10 lutego 1993) – niemiecki baseballista pochodzenia polsko-amerykańskiego, występujący na pozycji zapolowego w Minnesota Twins.

## Przebieg kariery
Kepler urodził się w Berlinie. Jego rodzice to Amerykanka Kathy Kepler i Polak Marek Różycki, obaj zawodowi tancerze baletowi. W wieku sześciu lat Kepler zaczął uprawiać baseball w Little League w John F. Kennedy School w Berlinie. W latach 2008–2011 grał w baseballowej Bundeslidze w drużynie Regensburg Legionäre. W 2009 roku podpisał kontrakt z Minnesota Twins, który gwarantował mu wstępnie 800 000 dolarów, co jest największą kwotą jaką kiedykolwiek otrzymał zawodnik z Europy.
Początkowo grał w klubach farmerskich Twins, między innymi w Rochester Red Wings z Triple-A. Debiut w Major League Baseball zanotował 27 września 2015 w meczu przeciwko Detroit Tigers jako pinch hitter. 12 czerwca 2016 w spotkaniu z Boston Red Sox zdobył pierwszego home runa w MLB. Był to trzypunktowy walk-off home run zdobyty w drugiej połowie dziesiątej zmiany. 1 sierpnia 2016 został piątym zawodnikiem w historii klubu, który zdobył trzy home runy w jednym meczu.